# Fenomeno

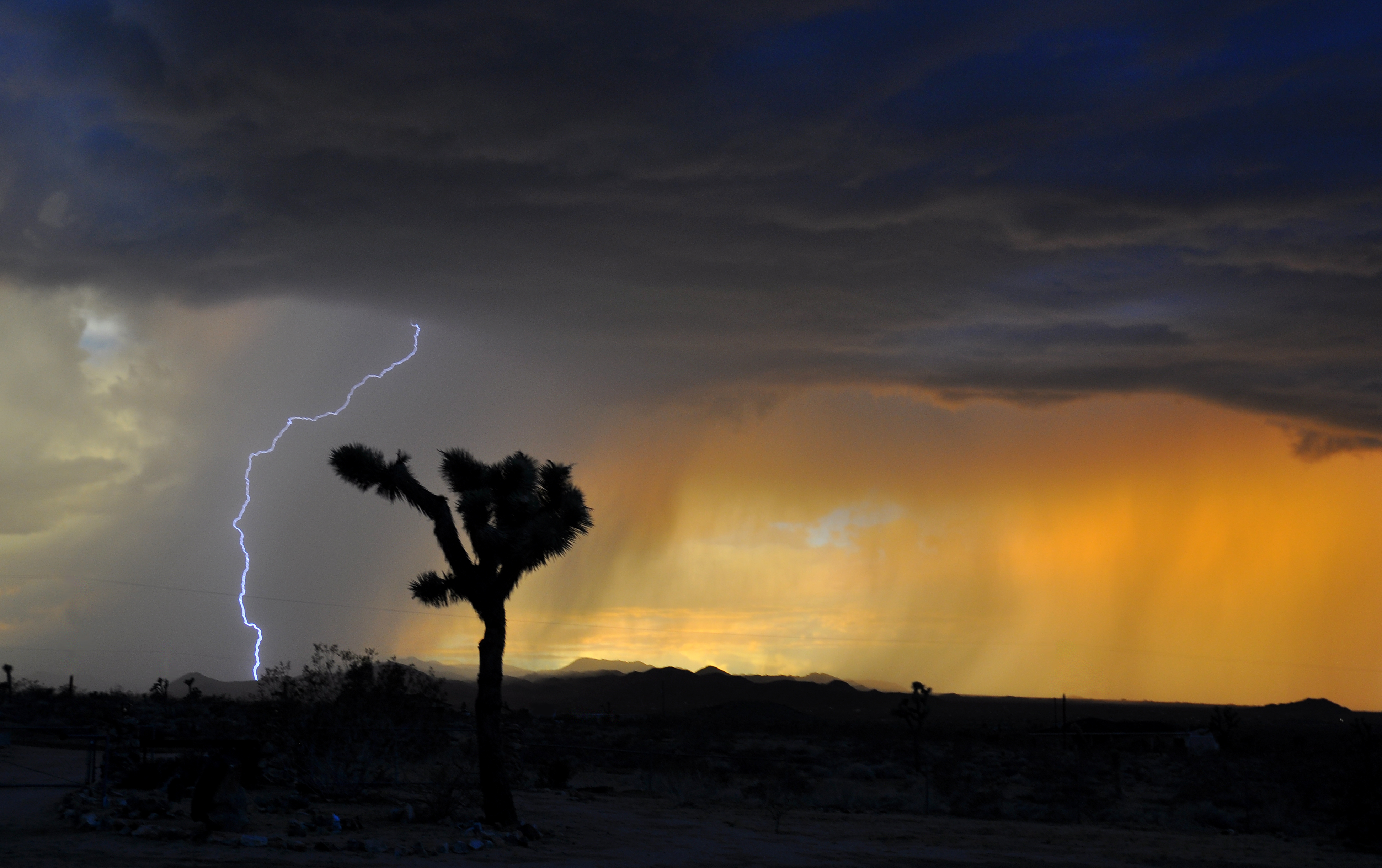
Fenomeni osservabili in natura come la scarica elettrostatica di un fulmine durante una tempesta.

Il termine fenomeno (dal greco antico: φαινόμενον?, fainòmenon, "che appare") è riferito a tutto quello che si presenta all'osservazione come dotato di una sua oggettività, che quindi può essere recepito attraverso il sistema sensoriale. Genericamente però il lemma può indicare anche un'immagine a cui non corrisponde una realtà sensibile come accade per i «fenomeni interiori, le emozioni, i sentimenti, gli stati d'animo che si esprimono nei gesti, nel linguaggio delle parole e delle arti».
La parola fenomeno viene usata anche in riferimento a una manifestazione collettiva o storica che necessita di una spiegazione: «per esempio l'immigrazione dai paesi poveri verso i paesi ricchi è un fenomeno sociale; la crescita dei prezzi è un fenomeno economico; la diffusione dell'inglese o dei computer è infine un fenomeno culturale». Nel linguaggio comune il termine viene usato anche nel senso di ciò che si manifesta come fuori dall'ordinario, dal consueto ordine naturale.

## Storia del concetto
Riguardo al concetto di fenomeno i filosofi antichi insistono sulle conseguenze ontologiche e gnoseologiche determinate dall'attribuzione al termine di un significato contrapposto a quello di realtà. Il fenomeno, inteso come "apparenza", rappresenta per loro un'entità ingannevolmente conoscibile tramite la contingente percezione sensibile che varia nel tempo e nello spazio e che quindi non corrisponde all'oggettività essenziale, immutabile e nascosta, da cui si origina la mutevole realtà osservata.
Per l'eleatismo di Parmenide, l'autore del poema filosofico Sulla natura o sul non essere, tutto il mondo fenomenico sensibile è apparenza, non-essere, e solo il filosofo è in grado di raggiungere l'unica vera realtà dell'essere nascosto e sconosciuto al volgo, i «mortali bicefali» che seguono l'apparenza per il bisogno che essi hanno di vivere in un mondo artificiale, costruito secondo i loro desideri, non inteso, com'è rivelato dalla ragione, qual esso è veramente:
Meno rigida la concezione platonica. Pur restando tutte le manifestazioni del mondo sensibile come apparenti, tuttavia alcuni fenomeni, (le icone, come le forme sensibili geometriche-matematiche) conservano la positività di una somiglianza e di un'adeguata proporzione con il vero mondo, perfettamente reale, delle idee. Questo genere di fenomeni permettono l'intuizione anche solo approssimativa del mondo delle idee; al contrario altri fenomeni, sono falsi simulacri non somiglianti e totalmente inaffidabili come criteri di partenza per approssimarsi alla realtà ideale.
Aristotele distingue invece fenomeni con un'apparenza del tutto contraria alla realtà, come quella che ci presentano i sogni e un'apparenza da cui può iniziare un processo conoscitivo che porta alla verità. Lo studio della natura parte infatti sempre dai fenomeni, dalle cose come apparentemente appaiono per poi arrivare alle scoperta delle cause che procurano il sapere autentico.
Nella filosofia medioevale il pensiero cristiano oscilla tra una concezione platonica rivista secondo il neoplatonismo e quella aristotelica dove l'apparenza assume, come in Scoto Eriugena, un valore positivo di verità. Il mondo apparente è visto infatti come "manifestazione" del Dio creatore e quindi valutabile come sempre benefico per l'uomo («Deus fit in omnibus omnia», cioè Dio diventa tutto in tutte le cose).
La questione dell'apparenza fenomenica e della realtà in sé continueranno a caratterizzare il discorso filosofico nel mentre prosegue il progresso delle scienze quali quelle astronomiche che presentano come certi i movimenti apparenti dei fenomeni celesti che, pur misurabili, risultano invece in contrasto con la realtà. Per queste questioni non ancora risolte, nei secoli XVII e XVIII la riflessione filosofica si chiede se sia possibile raggiungere una verità indubitabile, come sostengono Cartesio, Malebranche, Spinoza, oppure se l'uomo sia destinato ad una conoscenza che si risolve nell'ambito dell'apparenza sensibile.
Il tema dell'apparenza diviene centrale nell'empirismo che si chiede se debba credersi alle cose come appaiono all'uomo o se queste abbiano una loro realtà in sé: alla domanda risponde il meccanicismo stabilendo la differenza tra le qualità delle cose, puramente soggettive e relative alla sensibilità individuale (come gli odori, i colori ecc.) e  gli aspetti quantitativi della realtà, misurabili e oggettivi, su cui si può avere invece conoscenza certa.
Hobbes è convinto della ineliminabile soggettività e apparenza delle percezioni sensibili e che la conoscenza umana sia limitata entro l'orizzonte fenomenico. Kant accentuerà questa posizione dell'empirismo con la concezione del noumeno, la cosa in sé, pensabile ma non conoscibile, contrapposta all'aspetto fenomenico della realtà. Per questo sarà necessario distinguere anche terminologicamente quella apparenza del tutto falsa (Schein) da quella connessa allo stesso fenomeno che contraddistingue il limite ineliminabile del sapere umano (Erscheinung) che è condizionato dalla nostra stessa struttura mentale spazio-temporale che ci rende impossibile cogliere la realtà in sé.
Nella filosofia di Schopenhauer orientata verso un pessimismo cosmico ritorna la dottrina platonica dell'apparenza del mondo reale offuscato, secondo il filosofo tedesco, dal "velo di Maya". 
Dopo Kant la speculazione filosofica torna ad occuparsi del fenomeno con Hegel e con la fenomenologia di Husserl: viene abbandonato il pensiero kantiano della distinzione tra fenomeno e noumeno e l'oggetto percepito si identifica completamente con il suo manifestarsi come fenomeno caratterizzato ancora di più in senso antisoggettivistico da Martin Heidegger.

## Il terminefenomenoin campo scientifico
Sin dall'inizio l'osservazione del fenomeno ha implicato la necessità di spiegarlo prima da parte della filosofia che s'interrogava sulla sua realtà sostanziale nascosta e poi nel XVII secolo dalla scienza che,  mettendo da parte la speculazione puramente razionale e ricorrendo all'interpretazione matematica della natura e al metodo sperimentale, descriveva i fenomeni con leggi generali. 
Tramite l'esperimento, la «sensata esperienza e necessaria dimostrazione», la scienza è potuta intervenire anche nello studio dei fenomeni "interiori" come quelli mentali analizzati dalla psicologia, dalla psicanalisi, dalle neuroscienze. Per la scienza dunque il "fenomeno" è un qualunque evento osservabile e oggetto di studio.
È possibile raggruppare sotto una denominazione più specifica tutti i fenomeni di un certo ambito, ed ottenere ad esempio a partire da tutti gli eventi che hanno a che fare con l'ottica e con la luce  la categoria fenomeni ottici. Alcuni eventi sono osservabili da chiunque, altri richiedono manipolazioni complicate ed attrezzature sofisticate.
La scienza genericamente distingue tra
- il fenomeno fisico, un cambiamento che avviene in natura, sia spontaneo che provocato dall'uomo, ma che non cambia la natura della materia che lo costituisce;[senza fonte]
- il fenomeno chimico che è una trasformazione della materia senza variazioni misurabili di massa, in cui una o più specie chimiche (dette "reagenti") modificano la loro struttura e composizione originaria per generare altre specie chimiche (dette "prodotti"). [16]

Si parla inoltre di fenomeni di trasporto per raggruppare in un'unica trattazione i fenomeni fisici relativi principalmente a trasferimento di calore, scambio di materia e scambio di quantità di moto (ma anche il trasferimento di altre grandezze fisiche).
La fisica e la chimica studiano i fenomeni che sono compresi nelle scienze. In passato si chiamava fisica lo studio di tutti i fenomeni naturali, ora ampliandosi sempre più le conoscenze si preferisce parlare di "scienze della vita" riferite agli esseri viventi (biologia, botanica, zoologia, fisiologia) e di "scienze fisiche" riferite agli esseri inanimati (astronomia, geologia, meteorologia, oceanografia).